# Distretto di Mscislaŭ
Il distretto di Mscislaŭ (in bielorusso Мсціслаўскі раён?) è un distretto (raën) della Bielorussia appartenente alla regione di Mahilëŭ.